# Rock Candy
Rock Candy è il quinto album in studio della musicista australiana Orianthi Panagaris, pubblicato nel 2022.

## Tracce
Testi e musiche di Orianthi Panagaris e Jacob Bunton, eccetto dove indicato.
1. Illuminate (Part I) – 0:56
2. Light It Up – 3:48
3. Fire Together – 3:23
4. Where Did Your Heart Go – 2:57
5. Red Light – 2:45
6. Void – 3:24
7. Burning – 2:48
8. Living Is Like Dying Without You – 3:59
9. Witches & the Devil – 1:59
10. Getting to Me – 2:52
11. Illuminate (Part II) – 2:04